# Punctelia microsticta
Punctelia microsticta är en lavart som först beskrevs av Johannes Müller Argoviensis, och fick sitt nu gällande namn av Krog. Punctelia microsticta ingår i släktet Punctelia och familjen Parmeliaceae.   Inga underarter finns listade i Catalogue of Life.